# Cesar Posse
Cesar Posse (født 1970 i Argentina) er en dansk atlet, der er medlem af Sparta Atletik, tidligere Københavns IF og Hvidovre AM.
Cesar Posse fik dansk indfødsret 11. december 1996.[kilde mangler]

## Danske mesterskaber
- Bronze 2010 4 x 400 meter
- Sølv 2008 60 meter inde
- Bronze 2006 60 meter inde
- Sølv 2006 4 x 100 meter
- Sølv 2005 4 x 100 meter
- Guld 1992 4 x 100 meter
- Guld 1991 4 x 100 meter

## Internationale veteransmesterskaber
- Sølv 2006 Veteran-VM inde 35-39 60 meter 6.99
- Sølv 2005 Veteran-EM inde 35-39 60 meter 7.04

## Personlige rekorder
- 60 meter: 6:87, Malmø, 2007.
- 100 meter: 10.81, Buenos Aires, 1989.
- 400 meter: 48:79, Odense, 1991.

## Ekstern henvisning
- Statletik-profil

| Atletikudøver | Spire Denne biografi om en dansk atletikudøver er en spire som bør udbygges. Du er velkommen til at hjælpe Wikipedia ved at udvide den. |

|  | Artiklen om Cesar Posse kan blive bedre, hvis der indsættes et (bedre) billede Du kan hjælpe ved at afsøge Wikimedia Commons for et passende billede eller uploade et godt billede til Wikimedia Commons iht. de tilladte licenser og indsætte det i artiklen. |